# Gioco di posizione nel calcio a 5
Il gioco di posizione nel calcio a 5 rappresenta il movimento, sia in fase di possesso che in fase di non possesso, che le squadre di calcio a 5 sviluppano quando non è più possibile attuare il  gioco rapido, ovvero le soluzioni offensive/difensive che si adottano in condizione di sviluppo molto rapido del gioco con l'attacco in situazione numerica o di posizione prevalente rispetto alla difesa.
Secondo Velasco e Lorente  il gioco di posizione si pone proprio in antitesi al gioco rapido, condizionato dal fattore tempo per la sua realizzazione. Nel gioco di posizione la squadra che attacca si trova davanti una difesa "schierata" e, con i propri mezzi tattici e strategici, deve cercare di ottenere il proprio obiettivo che può essere sia tornare in una condizione di gioco rapido favorevole per segnare, sia temporeggiare per mantenere il vantaggio acquisito. D'altro canto, la difesa nel gioco di posizione deve realizzare i propri scopi che possono essere il corrispettivo del temporeggiare, ovvero tenere lontana la palla dalla propria porta, ma anche il recuperare palla e segnare per ridurre lo svantaggio.

## Principali giochi di posizione
Il gioco di posizione, pur non determinando in assoluto la maggior parte delle occasioni da rete, è tuttavia il gioco che si presenta più frequentemente nell'arco di una gara di calcio a 5. I principali giochi di posizione utilizzati con le dovute varianti in base ai giocatori a disposizione sono:

### Attacco
- Gioco a due pivot: in cui la squadra si schiera in campo con due giocatori che cercano costantemente una posizione profonda verso la metà campo avversaria, è un tipo di gioco che ottiene i migliori risultati quando l'attacco si sviluppa entro i propri dodici metri, spesso poi evolve in altre forme più articolate. Il sistema più comune di questa famiglia è sicuramente l'attacco 2:2.
- Gioco a un pivot: in cui la squadra prende posizione con un giocatore dalle spiccate capacità offensive nel cuore della metà campo della squadra avversaria. il giocatore in questione funge da riferimento, da terminale ma anche da playmaker avanzato. Questo sistema ottiene i maggiori benefici quando la squadra è sotto pressione, perché costringe l'avversario ad allungare sul campo il proprio raggio d'azione, diluendo l'efficacia della pressione. I principali sistemi d'attacco che utilizzano un pivot sono l'attacco 3:1 e l'attacco 2:1:1.
- Gioco in linea: che in buona sostanza è la traduzione del complesso metodo inventato dall'allenatore brasiliano Zego chiamato Attacco 4:0, che non dà punti di riferimento in attacco e parte con uno schieramento in cui i quattro giocatori si pongono sulla medesima linea offensiva o comunque su un'area molto limitata e sviluppata per l'intera larghezza del campo da gioco. Questo sistema è molto dispendioso ma efficace contro le formazioni che difendono a uomo, ma diventa estremamente rischioso nel gioco entro i 12 metri per l'alto numero di passaggi che vi si effettua, che aumenta proporzionalmente il pericolo di intercetti.

### Difesa
- A uomo: dispendiosa ed efficace principalmente contro formazioni dal gioco statico e dalle posizioni di gioco definite, risulta molto rischiosa da effettuare nei propri 12 metri. Tra queste difese spicca soprattutto quello che viene definito ultrapressing ossia un pressing rigidamente a uomo effettuato solitamente da squadre che ritengono il proprio organico superiore tecnicamente e atleticamente a quello dell'avversario, perché tale tipo di gioco implica continue situazioni di uno-contro-uno con poche possibilità di copertura vicendevole tra i compagni, e spesso queste situazioni di uno contro uno si verificano nella metà campo o negli ultimi dodici metri della squadra che difende.
- Mista: tra le migliori soluzioni difensive possibili in ogni situazione, risulta particolarmente efficace nel gioco a metà campo e nel gioco a tutto campo. Entro i dodici metri le viene normalmente preferita una difesa totalmente a zona per una maggiore facilità nel cambio di marcatura.
- A zona: i giocatori in campo mantengono sostanzialmente le medesime posizioni in campo anche al variare dell'assetto dell'avversario, lo scopo è non far guadagnare profondità all'avversario e tenere rigidamente sorvegliate le zone nevralgiche del campo tra cui il corridoio centrale e gli ultimi dodici metri. Tra le principali difese che utilizzano questo principio vi sono la Difesa a rombo, che è tra le primissime e basilari teorie di gioco di questo sport, e la difesa 1-1-2 che è un'evoluzione razionale del pressing offensivo in quanto permette di mettere fretta all'avversario ma nel contempo di difendere efficacemente la propria retroguardia da passaggi filtranti e uno contro uno nei propri ultimi metri.